# Nörlar
Nörlar  (Minuartia, tidigare Alsine) är ett växtsläkte i växtfamiljen nejlikväxter (Caryophyllaceae). Nörlarna finns på norra halvklotet och släktet består av cirka 100 arter, varav  fem arter växer vilt i Norden. Plantorna är fleråriga tuvor, utom sandnörel som är smal, upprätt och ettårig. Nörlarna är oansenliga nejlikväxter och påminner om andra småväxta släkten, såsom smalnarvar (Sagina) och narvar (Arenaria). De flesta är mycket nordliga, utom sandnörel.
I Sverige förekommer fyra ettåriga arter: sandnörel, fjällnörel, raknörel och rödnörel.

### Webbkällor
- Den virtuella floran - Nörlar